# コズミック・イラの施設

コズミック・イラの施設（コズミック・イラのしせつ）では、アニメ『機動戦士ガンダムSEED』及び『機動戦士ガンダムSEED DESTINY』と、その関連作品に登場する架空の施設について記述する。

## 地球連合軍

### 月面

#### アルザッヘル
地球連合軍の月面基地の1つ。
ユニウス条約締結後に建造され、前大戦で破壊されたプトレマイオス基地の代わりに地球連合軍の主力基地として稼動した。複数の月艦隊が駐屯する大規模な軍事拠点として描写されており、基地の底部には都市部も建設されている。ロゴスの事が暴露された後でもアルザッヘル基地駐屯の月艦隊がビーム偏光ステーション・フォーレの防衛に協力していることから、実質ロゴス・ブルーコスモス派に属している事が窺える。
ダイダロス基地が陥落し、地球連合軍の敗戦が濃厚になってもデュランダルのデスティニープランに反発したオーブ連合首長国に呼応して大西洋連邦大統領ジョゼフ・コープランドが演説を行い、残存のアルザッヘル駐屯月艦隊を発進させたが、ザフトに接収されたレクイエムの攻撃によって、月艦隊主力や基地施設を吹き飛ばされ壊滅した。また、同時にコープランドも死亡している。残存したアルザッヘル駐屯月艦隊の一部はオーブ軍及びクライン派に合流し、メサイア攻防戦でザフトと交戦している。
プトレマイオス、次いでアルザッヘルの壊滅後、地球連合軍は後述するエンデュミオン基地を軍事拠点として再建している。

#### エンデュミオン基地
地球連合軍の月面基地の1つ。エンデュミオン・クレーターにある資源採掘用の鉱山基地。
グリマルディ戦線では、ザフトの攻略目標となり大規模な艦隊戦が繰り広げられた。最終的には同基地に設置されていたレアメタル溶解施設「サイクロプス」が実戦で初使用され、地球連合軍第3宇宙艦隊とザフト艦隊の大半を巻き込み自爆・消滅した。
CE.75年には地球連合軍の軍事拠点として再建されており、ファウンデーション王国軍に反撃するためアガメムノン級宇宙母艦「ベオウルフ」を旗艦とする月艦隊を発進させるが、再建されファウンデーション軍により占拠されたレクイエムの攻撃を受け艦隊は壊滅する。しかし、残存戦力はコンパスと共同でなおもファウンデーション軍、及びそれと同調したザフトクーデター派と交戦した。

#### ダイダロス
地球連合軍の月面基地の1つで、実質的にロゴス、ブルーコスモス派の基地。ダイダロス・クレーターは月裏側のほぼ中央である南緯5度54分 東経179度24分 / 南緯5.9度 東経179.4度に位置する直径94キロメートルのクレーター。
小説版では表向きはレアメタル採掘に従事するために建設させた軍事基地であるが、実際は軌道間全方位戦略砲「レクイエム」が配備された重要基地である。この為、地球軍第3機動艦隊やデストロイ3機を初め、ザムザザー、ゲルズゲー、ユークリッド等の大規模な守備隊が配備されている他、基地守備隊の主力モビルスーツも旧世代のダガーLではなく、新世代のウィンダムのみで構成されている。オーブから逃亡したロード・ジブリールが潜伏するが、ザフトの攻撃の際に基地からガーティ・ルーで再び逃亡を計ろうとするが、レイ・ザ・バレルが搭乗するレジェンドの攻撃により死亡し、基地も接収された。
その後、レクイエムはザフトにより修復され、ザフトに反抗した連合軍アルザッヘル月基地攻撃に使用された。さらにデスティニープランに反旗を翻したオーブを攻撃目標としたが、オーブ軍艦隊及び旧クライン派と地球連合軍艦隊の攻撃により壊滅した。

#### プトレマイオス
地球連合軍の月面基地の1つでプトレマイオス・クレーターに建設された軍事拠点。第1次連合・プラント大戦時では最大規模の連合宇宙軍基地であり、複数の艦隊が駐屯している。地球連合宇宙軍の総司令部であるため、月本部とも呼ばれる。
地球連合宇宙軍の中核を成す大規模な主力基地であったが、地球からの補給路に頼り切っている。そのためカオシュン宇宙港、ビクトリア宇宙港、パナマ宇宙港の陥落により大規模補給路が絶たれたため、基地が干上がりかかったが、ビクトリア奪還により基地を維持する事に成功した。ビクトリア奪還以降はC.E.71年9月11日に地球連合軍最高司令部のエルビス作戦発令により各方面の主力戦力がプトレマイオスに集結。対プラント侵攻を開始した第六、第七機動艦隊もプトレマイオスから発進している。しかし、C.E.71年9月27日、第二次ヤキン・ドゥーエ攻防戦でジェネシスの第2波攻撃によって、発進した地球連合軍第二陣もろとも破壊され、基地は壊滅した。基地の地下には都市部も建設されており、ジェネシス攻撃時にはガンマ線レーザーを受けて電磁波に包まれながら崩れ落ちていく高層ビル群が確認できる。
SEED後日談「星のはざまで」では、ジェネシスで破壊されたプトレマイオス基地跡地に多数のストライクダガーや地球軍艦艇の残骸が散乱している惨状となっている。プトレマイオス基地の喪失により地球連合軍は新たな月艦隊駐屯基地として、月面アルザッヘル基地を建造する。

#### ローレンツ・クレーター
元々は、グリマルディ戦線時におけるザフトが、地球連合軍プトレマイオス基地制圧を目標に建造した月面基地だった。
攻略目標であったエンデュミオン基地の消滅（自爆）と、それに伴う投入戦力の損耗により、ザフトは月戦線を放棄しローレンツ・クレーターに建造された基地も放棄された。以降、月面全土は地球連合軍の管理下になった。

### 宇宙

#### アルテミス
地球連合軍加盟国ユーラシア連邦が保有する宇宙要塞。
要塞周辺に「アルテミスの傘」と呼ばれる全方位光波防御帯を発生させる事で高い防御力を誇り、それによりザフトから身を守って来た。一方でザフトにとっては戦略的価値が低い地点に存在するため、半ば放置されていた。劇中の兵士の台詞から見ても分かるように、高い防御力に対する過信故か内部の士気は散漫になっていた模様。
L3のヘリオポリスから脱出したアークエンジェルが補給のために入港したが、アルテミスの司令官ジェラード・ガルシアの陰謀によりクルーは全員拘束・拿捕されてしまう。しかし、ザフトのブリッツがミラージュコロイドシステムによりアルテミスの傘の内側に侵入を果たし、襲撃を行った。その混乱に乗じてアークエンジェルは脱出し、要塞は陥落した。
『機動戦士ガンダムSEED ASTRAY』では、アルテミスは、アルテミスの傘を失った事により海賊の襲撃に対抗するため、傭兵部隊サーペントテールを雇い、警護を依頼した。陥落から3日後、傘をなくしたアルテミスがどう戦っているかを興味を持ってやってきたジャンク屋ロウ・ギュール達は、そこで叢雲劾と再会した。ストライクを奪いそこねた焦りのあるガルシアは、基地で補給中だったサーペントテールのメンバーであるイライジャ・キールを人質にして、劾にロウの搭乗するレッドフレームの捕縛を要求した。劾とロウは戦闘を行いながらも、最後は協力してイライジャを救出した。完全に守りのなくなった要塞は海賊に占拠され、アルテミスの傘も修復される。地球連合軍の依頼を受けたサーペントテールはガルシアを救助し、アルテミスを奪回した。
その後、ユーラシア連邦はMS開発のため、アルテミスに特務部隊「X」を創設し、新型MSハイペリオンを配備した。しかし、MS開発凍結の際、保身をはかったガルシアの判断ミスによってXのメンバーは脱走し、その罪を劾に擦り付け、再び保身をはかろうとしたが、失敗していた。なお、ユーラシア連邦はアルテミスの傘を改良し、単位相指向性の能力を持たせた光波防御帯「アルミューレ・リュミエール」を開発し、ハイペリオンに搭載した。しかし、このシステムはMS単体で使用する場合、エネルギー消費が大きく厳しい制限時間が課せられる。この技術は、ゴールドフレーム天ミナの追加装備「オキツノカガミ」に応用されていた。後にこの光波シールド技術やユーラシアの科学技術者は流出し、各勢力で個別に発展。『機動戦士ガンダムSEED DESTINY』で登場する新型MAザムザザー、ゲルズゲー、ユークリッドに搭載された陽電子リフレクターや、ストライクフリーダム、デスティニーなどに装備されているビームシールドの礎となっていた。
『SEED DESTINY』終了後のC.E.を描く、『機動戦士ガンダムSEED ASTRAY 天空の皇女』では、ユーラシア連邦はアルテミスを放棄していたが、フェアネス・ツヴァイクレが経営している企業が購入し、港湾施設などを改修している。
『FREEDOM』では、ファウンデーション王国がアルテミスを占拠しラクス・クラインを監禁するが、コンパスとオーブ軍によりラクス奪還および基地の破壊が行われ、アルテミス要塞は再び陥落した。

### 地球

#### アラスカ基地
アラスカ基地内にある地球連合軍統合最高司令部で、ベーリング海に面したユーコン・デルタの地下に存在する。
この基地内には、通称「ジョシュア（JOSH-A：Joint Supreme Headquarters-Alaska＝アラスカ統合最高司令部）」と呼ばれる地球連合軍統合最高司令部が置かれている。施設の大部分は地下にあり、内部には「グランド・ホロー」と呼ばれる広大な地下都市が建設されている。地上部は基地全体が対空砲や対空ミサイルで武装されており、単体でも強固な防衛力を持ち、核兵器の直撃にも耐えるとも言われている。
C.E.71年5月8日、ザフトのアラスカ基地攻略戦により大規模な攻撃を受けるが、この攻撃情報をザフトのラウ・ル・クルーゼおよびブルーコスモスの指導者ムルタ・アズラエルからの情報により事前に察知していた地球連合軍上層部は、基地の地下に大量破壊兵器サイクロプスを設置していた。基地に残留していた地球連合軍は強固に抵抗するが、MSを持たない上に主力部隊も出払っていたため、海上艦隊、陸上機甲部隊、基地対空防衛網も次々に破壊され、メインゲートを突破され、「グランド・ホロー」内部への侵入を許してしまう。これにより、ザフトの主力部隊が次々に基地内に侵入した。しかし、この時点で既に兵力の大半を脱出させていた地球軍上層部はサイクロプスを発動させ、基地及び囮として残した防衛部隊と共にザフトの攻撃部隊の8割を消滅させた。
この戦闘により、ザフトはその後の作戦でも地上戦線の縮小を余儀なくされるなど戦略の変更を強いられる。また、アラスカ守備軍の主力であったユーラシア連邦軍も戦力を大きく失い、疲弊。大西洋連邦が地球連合軍内部での主導権を握る。なお、劇中の連合軍高官のTV演説で表向きにはザフトが新型大量破壊兵器を使用したため陥落したというのが理由として語られており、脱出に成功したアークエンジェルのクルー以外には真相が知られることはなかった。
基地自爆後にジャスティスに乗ったアスラン・ザラがアラスカ基地跡を一度訪れており、両軍の兵器の残骸が散乱し、中心部のクレーターの中に湖が出来ているのが確認できる。

#### インド洋前線基地
赤道連合領であるスマトラ島にある地球連合軍の基地。対カーペンタリア前線基地としての役割を担うために「ブレイク・ザ・ワールド」後に建設が開始された新設の拠点であり、まだ建設中であった。
基地建設を行うにあたり、大規模な工兵部隊を動かすとザフトの目に留まってしまうため、連合は現地住民を強引に徴用して不足した労働力を補っていた。基地にはウィンダムが30機配備されており、他にもリニアガン・タンク等の陸戦兵器と基地外周には対空の機銃が配置されている。
ミネルバとのインド洋戦闘で、ネオ・ロアノークのファントムペインに基地守備隊の中核であるウィンダム部隊を強制徴用されてしまい、強引に全機出撃させられた上に全滅。更にインパルスが突入してきたため通常兵器で攻撃したが、全く太刀打ち出来なかった。基地の戦闘能力が完全に喪失していたにもかかわらず、インパルスが攻撃を停止しなかったため、基地は壊滅。逃げ遅れた相当数の連合軍兵士が虐殺される事態となった。
小説版ではルーカ曹長を主軸に地球連合軍兵士側の視点も語られており、現地住民を働かせているのは連合の末端兵士にとっても深い良心の呵責を感じずにはいられない、不本意な事であったと語られている。連合の兵士が脱走を図った住民を銃撃したことを理由に、地球連合軍兵士への虐殺を行ったシンの正当性に疑問を投げかける様な構成となっている。

#### カオシュン基地
東アジア共和国の台湾高雄市にある地球連合軍の基地。ごく近距離にオーブがある。
マスドライバーのある施設の1つであり、地球連合軍のビクトリア宇宙港、パナマ宇宙港同様の大規模な宇宙港で月面のプトレマイオス基地に対する補給路の一つ。作中で登場するマスドライバー施設の中で名称が唯一判明していない。C.E.71年1月15日に北回帰線戦線活性化によりザフトの攻撃を受け、3つの宇宙港の中では真っ先に早く同月23日に陥落した。停戦後、ユニウス条約締結により、ジブラルタル基地と引き換えに東アジア共和国に返還された。

#### ガルナハン基地
地球連合軍の中東地域にある基地。山岳の内部を穿って建設された要塞規模の施設であり、強固な防衛力を持つ。
エネルギー施設火力プラントを有しており、防衛のために陽電子砲台ローエングリンゲートや陽電子リフレクター搭載型MAゲルズゲーが配備されている。また、基地に配備されている主力モビルスーツは新型のウィンダムではなく、一世代前のダガーLが配備されていた。基地周辺の山岳地帯には対空砲座が大量に設置されている。
地元レジスタンスの協力を得たザフトのミネルバ隊、ラドル隊の攻撃により陥落した。以前は反地球連合レジスタンスの活動が活発であった地域であり、地球連合軍によるレジスタンス、民間人への暴行事件が多発していたが、陥落後はレジスタンス、民間人による地球連合軍敗残兵への報復による私刑や暴行事件が多発した。

#### キルギス基地
ユーラシア連邦東部キルギスにある地球連合軍の基地。作中では「キルギスプラント」と呼称される。新型の駆動コンピュータを開発している。ブレイク・ザ・ワールドの直後にザフト脱走部隊と思われる軍に襲撃されて甚大な被害を出したが、ファントムペイン・ホアキン隊のモビルスーツ部隊が鎮圧した（キルギスプラント襲撃事件）。

#### グリーンランド基地
北極のグリーンランドに建設された地球連合軍の軍事拠点。小説版のみで明記されており、アラスカ自爆後に地球連合軍最高司令部が移設された拠点である。劇中では、ムルタ・アズラエルが連合首脳部と会議する場面があり、背景には水槽が確認できるが、ここが同基地であるかは不明。
C.E.73年には地球連合軍最高司令部はアイスランド南部のヘブンズベースに移行されており、この基地がどうなっているのかも不明。

#### スエズ基地
スエズ運河にある地球連合軍の基地。中東地域における最大拠点であり、地球連合軍の重要な物資流通ルートになっている。故に地球連合軍の守りも固い。中東へ派遣されたオーブ軍艦隊の寄港地になった。
小説版では前大戦でもザフトの最優先制圧目標の一つとして、認知されていた模様。

#### パナマ基地
北米大陸と南米大陸の境にあるパナマ運河付近にある地球連合軍の基地。
マスドライバー施設「ポルタ・パナマ」がある基地で、月面プトレマイオス基地に対する補給路の一つ。C.E.17年に大西洋連邦と南アメリカ合衆国の共同国家プロジェクトとして建設された。C.E.70年に南アメリカ合衆国がプラントの「クライン議長の積極的中立勧告」を受託すると地球連合軍に軍事占領され、南米大陸は強制的に大西洋連邦に吸収された。
東アジアのカオシュン宇宙港とアフリカのビクトリア宇宙港が陥落し、地球連合軍に残された最後の大規模宇宙港であったが、C.E.71年5月25日、ザフトのパナマ攻略戦において、ザフトが使用した対電子機器用特殊兵器グングニールによってマスドライバーごと破壊された。EMP対策が不足していた地球連合軍側の通常兵器や施設は全て機能を停止し、直後に司令部も破壊されたため戦闘能力を喪失したが、ザフト軍側が投降の姿勢を見せた連合軍兵士に対してMSの重火器で無差別に虐殺する行為に及んでいる。
C.E.73年時点では所在地の南アメリカ合衆国が先の大戦での連合からの仕打ちから地球連合の「世界安全保障条約機構」に加盟した状態にあるが、同基地とマスドライバーの動向は不明。ただし、『機動戦士ガンダムSEED DESTINY』作中第39話においてヘブンズベース攻防戦後、逃亡したブルーコスモス盟主ロード・ジブリールの逃亡先として名前が挙がっている。

#### ビクトリア基地
アフリカのビクトリア湖付近にある地球連合軍の基地。
マスドライバー施設「ハビリス」が設置されている基地で、月面プトレマイオス基地に対する補給路の一つ。そのため度々攻撃の対象になった。元々はユーラシア連邦と南アフリカ統一機構の共同国家プロジェクトでC.E.21年にビクトリア湖の一部を干拓して建設されたため、広大な敷地を有する。
C.E.70年3月8日のザフト最初の地上侵攻である第一次ビクトリア攻防戦では、ザフトの地上戦の経験不足と降下作戦のみで地上支援を考慮しなかったことから失敗に終わった。ザフトは作戦の失敗を踏まえて、Nジャマーの散布とジブラルタル基地を中心とした戦力によるアフリカ戦線を構築する事で盤石の態勢を整える。C.E.71年2月13日の第二次ビクトリア攻防戦では地球連合軍がザフトの攻勢を抑えきれずに基地は陥落した。この際、降伏した地球連合軍兵士の多くがザフトにより射殺されている。C.E.71年6月18日の第三次ビクトリア攻防戦では、アラスカ・パナマ攻略戦でアフリカ戦線を縮小化したため、MSを一斉投入したユーラシア連邦を中心とする地球連合軍の攻撃によりなすすべを持たず、戦闘は地球連合軍有利に推移。ザフトは失陥直前に「ハビリス」を自爆させようとするも地球連合軍特殊部隊の突入で失敗し、6月25日に基地は奪還された。

#### ヘブンズベース
大西洋北部アイスランド島にある地球連合軍の最高司令部。従って、ザフト地上部隊の最大拠点の一つジブラルタルの目と鼻の先である。小都市規模の基地施設と軍事工廠を有する連合軍の一大軍事拠点であり、JOSH-A崩壊後では最大規模を誇る。
ギルバート・デュランダルの演説により暴徒と化した民衆に追われたブルーコスモス盟主ロード・ジブリール以下ロゴスの幹部と地球連合軍のロゴス・ブルーコスモス派の部隊が集結し、篭城する。ザフト及び東アジア共和国をはじめとする地球連合軍の反ロゴス勢力とが同盟を組み、地球連合・プラント両陣営の公式声明として同基地のロゴス幹部の引渡しと全面武装解除、基地施設の放棄を含めた複数の要求が提示されたが、徹底抗戦を唱えるジブリールは勧告期限を待たず攻撃を指示する。MAユークリッドをはじめデストロイや基地内に設置された対空掃討砲ニーベルングが投入され、文字通りの激戦が繰り広げられた。しかし、ミネルバ所属のデスティニー、レジェンド、インパルスを中心とする活躍によって戦局はしだいに反ロゴス同盟軍に傾き陥落する。
ジブリールはこの直前、ロゴスのメンバーを見捨てて潜水艦で逃亡した。

#### 北米カリフォルニア基地
地球連合軍の基地。劇中では、同基地へ転属を言い渡されたムウ・ラ・フラガの台詞においてのみ登場している。
南アメリカ独立戦争にて南アメリカ軍のエドワード・ハレルソンを倒すためジェーン・ヒューストン、モーガン・シュバリエ、レナ・イメリアの3名が送り込まれた。

## 南アメリカ軍

### 第12基地
南アメリカ軍の基地。南米独立戦争時にジェス・リブル、ベルナデット・ルルーによりエドワード・ハレルソンの取材が行われた。

### 第33仮設野営基地
南アメリカ軍の基地。

## ザフト

### 宇宙

#### アーモリーワン
L4に存在する軍事プラント。極秘でインパルスをはじめとしたセカンドステージシリーズの開発が行われた。
C.E.73年10月2日、カガリ・ユラ・アスハとギルバート・デュランダルの会談が同地で行われるが、その途上ファントムペイン襲撃により、カオス・アビス・ガイアが強奪されている。

#### ボアズ
ヤキン・ドゥーエと共にプラントの防衛ラインを形成するザフトの宇宙要塞。ボアズは、ソロモン王が建てたソロモンの神殿にある一対の青銅製の円柱に由来し、左側の柱を「ボアズ」と呼び「力」を意味する。
元々、東アジア共和国がL4宙域に所有する資源採掘用小惑星「新星」であったが、新星攻防戦において、ザフトに侵攻を受け降伏放棄された。以後、施設はザフトの防衛用軍事衛星として改装を受けながらL5に移送された。
C.E.71年9月23日のボアズ攻略戦において、地球連合軍のピースメーカー隊による核攻撃により、基地中枢の司令部諸共完全に破壊された。SEED後日談「星のはざまで」では、破壊されたボアズの本体とザフト製の兵器残骸が大量に漂っている姿が確認できる。
『FREEDOM』では、ディアッカの会話によると、ラクスより託されたクライン派の拠点が置かれており、イザークらによってザフト反乱軍の手から逃れたラメントを匿う為に向かった。

#### ヤキン・ドゥーエ
プラント最終防衛ラインであるザフトの宇宙要塞。正面から見てYの字のような形をしている。その名はソロモン王が建てたソロモンの神殿にある一対の青銅製の円柱のうち、右側の「ヤキン」に由来し、ドゥーエは、イタリア語で「2」の意となる。
C.E.70年4月17日の第一次ヤキン・ドゥーエ攻防戦までは資源採掘用の小惑星であったが、その後は軍事要塞に改造され、多数の兵力を配置した。『機動戦士ガンダムSEED』アニメーション作中において、最終兵器であるジェネシスのコントロールもここから行っていた。
C.E.71年9月26日～27日の第二次ヤキン・ドゥーエ攻防戦において、自爆装置により破壊された。

#### メサイア
ザフトが第二次ヤキン・ドゥーエ攻防戦後に建造した機動要塞。資源採掘後のアステロイドの残骸に設備を組み込んだもので、製造費は戦艦よりも安価。
要塞の全方位に展開可能な陽電子リフレクターが配置され、ネオ・ジェネシスを装備。内部には広大なコンピュータールームがあり、ここにデスティニープランで集まった人類の遺伝子情報の解析を行い管理する施設がある。また、ザクウォーリアやグフイグナイテッドなど多数のMSが配備されている。
メサイア攻防戦において、レクイエム攻防戦時に月地表付近にまで接近し、ネオ・ジェネシスでオーブ軍を攻撃した。ミーティア装備のストライクフリーダムの大型ビームソードによる攻撃により陽電子リフレクターを破壊され、ストライクフリーダムとエターナルによるミサイル攻撃を受ける。さらに、メサイア内部に侵入したストライクフリーダムからの砲撃により致命的なダメージを受け、月面に衝突し崩壊した。
『FREEDOM』では月面に残骸が残されており、マイティーストライクフリーダムガンダムの収束重核子ビーム砲ディスラプターで背後に隠れていたジグラートごと切られる。

### 地上

#### カーペンタリア基地
オーストラリアのヨーク岬半島とアーネムランド半島にまたがるカーペンタリア湾に位置するザフトの軍事基地。
C.E.70年4月2日、前日のエイプリル・フール・クライシスの混乱に乗じてザフトは親プラント国家である大洋州連合オーストラリア地区のカーペンタリア湾に軌道上から基地施設を分割降下させ、48時間でカーペンタリア基地の基礎を建設した。カーペンタリア制圧戦において、地球連合軍太平洋艦隊が迎撃したが大敗した。基地は翌月5月20日に完成し、以後、ザフトの地球侵攻における地上最大の基地として重要拠点になった。ボズゴロフ級潜水艦をはじめグーン、ディンなどの戦力が配備されている。アスラン・ザラ達はここでボズゴロフ級潜水艦を受領し、アークエンジェルの追撃を行った。
C.E.71年5月のアラスカ基地攻略戦、パナマ攻略戦、6月の地球連合軍によるオーブ解放作戦、7月の第二次カサブランカ沖海戦でのジブラルタル基地放棄によるヨーロッパ戦線から撤退と情勢が悪化してもなおザフト最大の基地として機能していた。C.E.71年8月8日の地球連合軍による八・八作戦では、エアーズロック降下作戦による衛星軌道上からのレイダー制式仕様を中心とする降下部隊と、フォビドゥンブルー、ディープフォビドゥンを先陣とする太平洋艦隊によって、内陸と海上から挟撃された。地球連合軍の物量に対し、ザフトと大洋州連合軍は苦戦を強いられたが、基地が陥落する前に終戦を迎えた。
第二次ヤキン・ドゥーエ攻防戦後、ユニウス条約の発効でジブラルタル基地共々ザフトの条約監視団常駐基地や在地球公館として使用される事になった。『機動戦士ガンダムSEED DESTINY』では、基地内部がより鮮明に描かれて、大規模なMSハンガーであるミネルバの整備可能なドックの姿が明らかになっている。

#### サンディエゴ基地
大西洋連邦のサンディエゴにあるザフト軍施設。『機動戦士ガンダムSEED DESTINY スペシャルエディション 砕かれた世界』の冒頭でブルーコスモス関連組織である『聖なる大地』の爆弾テロを受けて、爆発・炎上していた。プラント政府は大西洋連邦政府に厳重抗議し、事態の解明を要求していた。

#### ジブラルタル基地
イベリア半島ジブラルタルのザフトの軍事基地。ユニウス条約締結後も2箇所のみ地球上に残すことが許されたザフト拠点の1つ。
C.E.70年5月25日の第一次カサブランカ沖海戦においてユーラシア連邦艦隊を破ったザフトはイベリア半島の最南端ジブラルタル海峡を望める地にジブラルタル基地を建設した。以後ヨーロッパ・アフリカ侵攻の橋頭堡としてザフトの重要拠点になった。低軌道会戦により地球に降下して来たイザーク・ジュール、ディアッカ・エルスマンがしばらくの間滞在している。また、バルトフェルド隊には補給としてザウートを送っている。
C.E.71年5月5日のアラスカ基地攻略戦では、多数の兵力をアラスカに送っている。しかし、事前に仕掛けられたサイクロプスにより戦力の大半を喪失した。直後のパナマ攻略戦で戦力を補うためアフリカ戦線の縮小を行い、同基地の兵力の大量導入を余儀なくされた。地球連合軍MSの量産が軌道に乗り、戦局が徐々に悪化する中、C.E.71年7月24日の第二次カサブランカ沖海戦では、グーン、ゾノの部隊が、フォビドゥンブルー、ディープフォビドゥン部隊に大敗し、これによりザフトはジブラルタル基地を放棄。ヨーロッパ方面からの撤退を余儀なくされ、地球戦線はカーペンタリア方面へ推移する。
第二次ヤキン・ドゥーエ攻防戦後に結ばれたユニウス条約により、ジブラルタル基地はカーペンタリア基地と共にザフトの条約監視団常駐基地や在地球公館として使用される事になった。これにともない、ザフトが占領していたカオシュン基地と引き替えでプラント政府に引き渡されることになる。『機動戦士ガンダムSEED DESTINY』では、スエズ基地攻略の拠点となり、ロード・ジブリールをはじめロゴスのメンバーが立てこもるヘブンズベース攻略のため、ザフト及び反ロゴス同盟軍の参集地になった。

#### ディオキア基地
黒海沿岸、その南岸側で現在のトルコ〜グルジア側付近にあるザフトの軍事基地。ガルナハン攻略戦後、ミネルバが立寄った。その時には、ミーア・キャンベルが扮装するラクス・クラインの慰問ライブが行われた。

#### マルマラ海の港
ボスポラス海峡を抜けたミネルバが寄港したザフトの港。地球連合の勢力圏と隣接しており、ここからほど近い位置に強化人間の実験・養成施設「ロドニアのラボ」がある。

#### マハムール基地
ペルシャ湾に面するザフトの軍事基地。
ガルナハン攻略のためミネルバが立寄った。地理上、地球連合軍のスエズ基地と近く、睨み合いの最前線になっている。

#### 南アメリカ非武装中立監視所D-3
南アメリカにあるザフトの基地。非武装中立地帯の監視のほか、試作機（ザク量産試作型など）の運用テストを行っている。

#### ラガシュ基地
『Δ ASTRAY』などに登場。カーペンタリア基地とジブラルタル基地の中間点に位置するザフトの極秘海底基地で、開戦後に発動された大規模降下作戦のオペレーション・スピア・オブ・トワイライトの最中に、MS部隊や降下カプセルなどと共に大気圏外から投下した6隻のボズゴロフ級潜水空母を海底で集合させて建造したもの。艦同士の連結部にある各ドーム施設は大気圏突入時に使用した耐熱カプセルが転用されている。
当該基地には医師としてミハイル・コーストが常勤しているほか、配備されているザクウォーリアはパーソナルカラーで塗色されている。

## ジャンク屋組合

### ギガフロート
全長数10kmに及ぶ人工島であり、浮体構造物として移動能力を有している。また、民間用のマスドライバーを備えている。
マルキオ導師の依頼によってジャンク屋組合が建造し、地上におけるジャンク屋組合の本部として機能している。
その戦略的価値の高さから勢力を問わず幾度もの襲撃を受けているが、緊急時には島ごと移動し正確な位置を隠す事が可能であり、ジャンク屋組合による保有を維持し続けている。

### ジャンクα
ジャンク屋組合が宇宙での拠点としていたジェネシスαの代わりに作ったステーション。分解されたジェネシスαを含んだ無数のジャンクによって構成されている。

## その他

### オーストレール
火星圏に複数存在するマーズコロニーコミュニティの一つ。
火星の過酷な環境に対応するため、必要職種に最適化されたコーディネイターのみで構成されている。

### グレイブヤード
地球を取り巻くデブリ帯に存在する廃棄コロニー。かつては技術者集団が移住したコロニーであったが、『ASTRAY』の時代には技術者集団の末裔である蘊・奥と、その飼い犬の伝八だけが住んでいた。
蘊・奧が死亡した後は伝八がその墓を守っていたが、『VS ASTRAY』のエピローグでカーボンヒューマンとして再生された蘊・奥がグレイブヤードを訪れ、伝八と再会した。

### コペルニクス
月面の嵐の大洋に位置する直径93kmの月面クレーター内に建設された大規模な都市国家。C.E.10年から建設が始まり、12年に完成した。
劇中C.E.70年代では自由中立都市として地球連合・プラントのどちらにも属していない。C.E.70年2月5日、コペルニクスの悲劇と呼ばれる爆弾テロ事件が起きた。
劇中のセリフにある「月の幼年学校」はここに所在している。現実世界の小学校に相当する初等教育機関であり、キラ・ヤマトとアスラン・ザラはC.E.61年（6歳）からC.E.68年（13歳）まで共に通っていた。
『機動戦士ガンダムSEED DESTINY』では、コペルニクスの宇宙港にオーブ軍第二宇宙艦隊のイズモ級宇宙戦艦クサナギ、スサノヲ、ツクヨミの三隻が係留されていた。アークエンジェルがその三隻と合流した後に、ミーア・キャンベルの手引きによる二度目のラクス・クラインを狙った暗殺未遂事件が起こり、その結果ミーアは死亡した。そして、デスティニープランを阻止するためにアークエンジェル・クサナギ・スサノヲ・ツクヨミの四隻は宇宙港を出港した。

### 新星
L4に存在する東アジア共和国管理下の資源衛星。新星攻防戦を経てザフトがL5まで移送。その後、改装されて軍事要塞「ボアズ」となった。また、新星攻防戦では近隣のL4コロニーが多数の被害を受けたとされている。

### スネイル
L3に存在する民間宇宙ステーション。サーペントテールが宇宙での根城としている。

### 世界樹
C.E.11年に完成した世界初の宇宙都市。L1宙域に建設されたため、戦争初期では地球連合軍の地球・月を結ぶ補給基地として利用されていた。そのため、ザフトの攻撃目標となりC.E.70年2月22日に起きた世界樹攻防戦で崩壊、宇宙の塵となる。

### Zodiac
L5に存在する研究コロニー。木星で発見された「Evidence01」の化石が持ち運ばれ、詳細な調査が行われた。

### トロヤステーション
D.S.S.Dが所有する宇宙ステーション。プロパルジョンビーム砲と太陽発電パネルを持つレーザー発振ステーション「アポロンA」が付随している。
『STARGAZER』第二話ではここでスターゲイザーの起動実験が行われ、第三話ではスターゲイザーのAIユニットを狙ってファントムペインが襲撃してきたが、セレーネたちの活躍によってファントムペインを撃退し、トロヤステーションは半壊程度の損害で済んだ。

### ファクトリー
『機動戦士ガンダムSEED DESTINY』から登場。
作中では台詞にて存在が語られ、ターミナルと繋がりのある、小惑星帯の岩塊の中に隠された秘密工場。インフィニットジャスティス、ストライクフリーダム、ドムトルーパーはここで製造され、クライン派によって奪取されたガイアもここに運び込まれて調整を受けた。
その規模は明示されていない。多数のプラント高官やザフト技術者も協力していると言われており、DSSDからも内通者から技術を得ている。外伝作品である『機動戦士ガンダムSEED DESTINY ASTRAY』の漫画版においては、ロンド・ミナ・サハクが所有する工廠でドムトルーパーの脚部らしき部品が製造されている場面が存在する。

### メンデル
L4宙域において、他のコロニーと共にC.E.30年に建造が開始された。完成後は「禁断の聖域」、「遺伝子研究のメッカ」と呼ばれ、コーディネイター作成を一大産業とする遺伝子企業G.A.R.M. R&D（Genetic Advanced Reproductive Medical Research Development：高度遺伝生殖医療研究所） 所有の研究所施設も所在した。同研究所ではより先進的なコーディネイターを生み出す研究も行われていた。
第1次連合・プラント大戦開戦以前のC.E.68年に発生したバイオハザードにより、多数の死者を出し放棄された。X線照射により全域が消毒されたためコロニー内環境は無害となったが、G.A.R.M. R&Dは倒産した。
事故による緊急事態で施設が放棄されたため、内部には様々な情報が手付かずで残っており、また、キラ・ヤマトの実父であるユーレン・ヒビキはこの研究所の主任研究員だった。キラとムウ・ラ・フラガは、ラウ・ル・クルーゼによってもたらされた資料の一部を持ち帰っている。
C.E.55年頃にギルバート・デュランダルが研究員として勤務しており、『機動戦士ガンダムSEED DESTINY』後半でマーチン・ダコスタが調査に入ったが、その時には研究所内は破壊され資料もかなりの量が抹消されていた。しかし、そこでダコスタはデスティニープランについて書かれた本を発見した。
『機動戦士ガンダムSEED FREEDOM』では、アウラ・マハ・ハイバルがデュランダルの同僚で共にデスティニープランを計画したことが判明し、その為に新種のコーディネイターであるアコードを生み出した。また、ユーレン・ヒビキとも同僚だったが、コーディネイターに対する考え方の相違で対立していたことも、小説版で描写された。
人工子宮研究のほかにクローン研究も行われており、人工子宮研究ではキラ・ヤマトが、クローン研究ではラウ・ル・クルーゼ、レイ・ザ・バレルがこの研究所で生み出された。
C.E.46年にアル・ダ・フラガがメンデルに赴き、アルのクローンであるクルーゼが誕生し、C.E.55年5月18日にキラ・ヤマト、カガリ・ユラ・アスハ姉弟が誕生している。また、その数日後にブルーコスモスのテロによりヒビキ夫妻が死亡した。
サーペントテールのリーダー叢雲劾、ザフト軍の英雄と呼ばれたグゥド・ヴェイア、ヴェイアを元にしたソキウス達もメンデルで誕生したとされている。

### リティリア
L4に存在する中立コロニー。ニュートロンジャマーの影響範囲外にあり、コロニー全体を外宇宙へ旅立つための宇宙船として改造されている。『ASTRAY』にて、シニスト・ガーフィールドをリーダーとする一団が、リティリアを外宇宙に向けて発進させた。